# Buckollia
Buckollia es un género perteneciente a la familia de las apocináceas con dos especies de plantas fanerógamas . 
Es originaria de África. Se distribuyen por Etiopía, Kenia, Somalia y Uganda. Se encuentra en lugares semiáridos entre matorrales de Combretum - Acacia y Commiphora, en alturas de  1400-1800 metros.

## Descripción
Son enredaderas que alcanzan los 4 m de altura, con distintas ramas largas y cortas;  glabrescentes, densamente puberulosas o tomentosas cuando son jóvenes. Las hojas son opuestas o fasciculadas; tienen 2.6-6 cm de largo, 0.7-2 cm de ancho, son ovadas, obtusas o basalmente cuneadas, con el ápice agudo a acuminado, a veces ligeramente ondulado.
Las inflorescencias son axilares o terminales con 5-10 flores.

## Especies
| - Buckollia tomentosa (E.A.Bruce) Venter & R.L.Verh. - Buckollia volubilis (Schltr.) Venter & R.L.Verh. |